# My Way
My Way (englisch für „Mein Weg, (auf) meine Art und Weise“) ist die englischsprachige Kontrafaktur eines französischen Chansons, die von zahlreichen Künstlern aufgenommen und in der Bearbeitung von Paul Anka, gesungen von Frank Sinatra, am bekanntesten wurde. In dieser Version wurde der Song im Jahr 2000 in die Grammy Hall of Fame aufgenommen. Die Melodie komponierte Jacques Revaux im Jahr 1967 zum französischen Chanson Comme d’habitude (deutsch: „wie gewöhnlich“, „wie immer“).

## Das Original: „Comme d’habitude“

Claude François – Comme d’habitude

Der französische Komponist und Sänger Claude François war von März 1965 an mit der acht Jahre jüngeren Sängerin France Gall liiert; die Beziehung endete 1966. Seine Enttäuschung verarbeitete er in dem Ende 1966 verfassten englischsprachigen Lied For You, für das jedoch kein Interpret gefunden wurde. 1967 arbeitete es François zusammen mit dem Trompeter und Liedtexter Gilles Thibaut und dem Komponisten Jacques Revaux zu Comme d’habitude um. Der neue Text griff nicht mehr den Inhalt des englischen Ursprungstextes auf, sondern handelt von einem älteren Ehepaar, das sich auseinandergelebt hat und dessen Liebe in der Routine des Alltags untergeht.
Nachdem Michel Sardou und Gilbert Bécaud Comme d’habitude  abgelehnt hatten, wurde es zuerst von Hervé Vilard gesungen. Noch 1967 begann auch François selbst, das Stück bei seinen Auftritten vorzutragen. Im November 1967 brachte er es auf dem von ihm gegründeten Label Disques Flèche als Single heraus; Produzent war Jean-Marie Périer. Im Dezember folgte eine gleichnamige Langspielplatte, und im Januar 1968 wurde die EP Comme d’habitude / Même si tu revenais (Flèche 424550) veröffentlicht.

## US-Kontrafaktur: „My Way“

Frank Sinatra – My Way

Paul Anka hörte das Chanson während eines Frankreich-Aufenthalts im Radio, verschaffte sich in Paris vom Musikverlag Eddie Barclays (Société des Nouvelles Editions) die Rechte und schrieb auf die Melodie nach seiner Rückkehr in die USA einen englischen Text. Anlass war eine Unterhaltung mit Frank Sinatra, bei der Anka erfuhr, dass sich Sinatra wegen der Mafia-Vorwürfe, die ständig gegen ihn erhoben wurden, aus dem Musikbusiness zurückziehen wolle. Anka schrieb auf die Melodie von Comme d'habitude einen auf Sinatra zugeschnittenen Text, in dem ein Mann auf ein erfülltes Leben zurückblickt, das er auf seine Art gelebt hat. Am 11. Dezember 1968 wurde François per Telegramm benachrichtigt, dass Sinatra sein Lied singen werde.
Aufnahme und Veröffentlichung
Frank Sinatra nahm das Stück am 30. Dezember 1968 bei Western Recorders in Hollywood in zwei Takes in weniger als einer halben Stunde auf. Sein Gesang wurde begleitet vom Orchester des Musikproduzenten und Arrangeurs Don Costa, geleitet von Bill Miller. Das Arrangement beginnt mit einer Akkordfolge, die Aufstreben erkennen lässt und sich langsam zu einem dramatischen Ende aufbaut.
Die Single My Way / Blue Lace wurde im März 1969 von Reprise Records veröffentlicht. In den USA hielt sich der kommerzielle Erfolg in Grenzen, das Lied stieg in den Single-Charts lediglich bis auf Rang 27. In Großbritannien blieb die Single bis Januar 1972 122 Wochen in den Charts, erreichte Rang 5 und wurde in über einer Million Exemplaren verkauft. Mit 122 Chartwochen ist das Lied darüber hinaus eines der Lieder, die sich am längsten in den britischen Top 100 halten konnten. Sinatra mochte das Lied zunächst nicht, doch wurde es allmählich zu einer seiner Erkennungsmelodien. Am 14. Juni 1969 kam die LP My Way heraus und erreichte Platz 11 der LP-Charts. Paul Anka nahm mit den Rechten an dem von ihm verfassten Text bis 1971 Tantiemen in Höhe von mehr als 200.000 US-Dollar ein.
Sinatra bewahrte seine kritische Haltung bezüglich der Qualität des Liedes und versuchte es zeitweise trotz dessen Popularität – die sich mit seinem 1974 in zahlreiche Länder übertragenen Konzert The Main Event noch steigerte – aus seinen Konzerten zu verbannen bzw. es nur in einer auf drei Strophen gekürzten Fassung (1981–1987) darzubieten. Letztlich behielt er es aber bis zum Ende seiner Bühnenkarriere 1994 im Programm und hat es dabei mehr als tausend Mal gesungen, zuletzt regelmäßig als Schlusslied.

## Weitere Aufnahmen
Es existieren mindestens 150 Coverversionen des Stücks. Claude François sang Comme d’habitude nach dem Erfolg von My Way erstmals im Pariser „Olympia“, veröffentlicht im Dezember 1969 auf seiner LP Claude François à l’Olympia. Paul Anka sang es am 7. Mai 1969 im New Yorker Nachtclub „Copacabana“  erstmals live (LP Sincerely – Live at the Copa).
Weitere Versionen stammen von
- Andy Williams (LP Happy Heart; Mai 1969)
- Floyd Cramer (Januar 1970)
- Sammy Davis, Jr. (LP Something for Everyone; Mai 1970)
- Glen Campbell (Juli 1970)
- Shirley Bassey (LP Something, August 1970)
- Elvis Presley (Juni 1971 und im Januar 1973 live in Aloha from Hawaii)
- Tom Jones (B-Seite von She’s a Lady; Januar 1971)
- Nina Simone (Februar 1971)
- Cliff Richard (Februar 1973)
- Michel Sardou (Juni 1977)
- Sex Pistols / Sid Vicious (Juni 1978)
- Nina Hagen (Juni 1985)
- Die drei Tenöre (Juli 1994)
- Ray Conniff Singers (Juli 1998)
- Taha/Khaled/Faudel (1999)
- Paul Anka with Frank Sinatra (LP A Body of Work; September 1998)
- Herman Brood (2001)
- Robbie Williams (Oktober 2001)
- Andy Lee Lang (2004)
- Mina (November 2005)
- Aretha Franklin (LP Rare & Unreleased, Oktober 2007)
- Jason Kouchak (Juli 2011)
- Athena (2011)

Anderssprachige Versionen gibt es unter anderem von Mary Roos mit dem Titel So leb’ dein Leben (Text: Charly Niessen; Dezember 1970), auch gesungen von Mary und Gordy (1981) und Mireille Mathieu (1985). Andere deutsche Textfassungen wurden beispielsweise von Harald Juhnke (Was ich im Leben tat …; 1991), Fettes Brot (My Way by Nature, LP Brot; Februar 2010) oder Stephan Weidner (Mein W) gesungen.
Während sich der deutsche Text am englischen Text orientiert, ist die spanische Fassung Como acostumbro von La Lupe (1970) am französischen Originaltext ausgerichtet. Erfolgreiche spanische Fassungen stammen ferner von den Gipsy Kings (A mi manera; 1989) und von Julio Iglesias (Mi manera, mit Text von Roberto Livi; Oktober 1998). Claude François verfasste 1977 zu seiner eigenen Originalkomposition eine Rückübersetzung von Ankas Text ins Französische, die er dann selbst sang.

## Sonstiges
- 1968 hatte David Bowie eine (bis heute nicht veröffentlichte) englische Version von Comme d’habitude unter dem Titel Even Fools Learn to Love getextet, jedoch war ihm Anka mit der Sicherung der englischsprachigen Musikrechte zuvorgekommen. Bowies musikalische Antwort darauf war Life on Mars? (1971), das über weite Strecken die gleichen Akkorde hat wie My Way.
- Das Lied When Do I Get to Sing ’My Way’ von Sparks aus dem Jahre 1994 nimmt Bezug auf Frank Sinatras und Sid Vicious’ Interpretationen dieses Liedes.
- Der Refrain des Liedes It’s My Life von Bon Jovi (das anschließend auch von Paul Anka gecovert wurde) bezieht sich in der Zeile “My heart is like an open highway / Like Frankie said, I did it my way.” auf die bekannte Version von Frank Sinatra.
- My Way ist das Lied, das am häufigsten auf Beerdigungen in Großbritannien gespielt wird.[10]
- Ex-Bundeskanzler Gerhard Schröder wünschte sich My Way beim Großen Zapfenstreich.[11]
- Die weltweite Identifikation des Liedes mit Sinatra wurde so stark, dass sie im Oktober 1989 sogar Eingang in den Sprachgebrauch der internationalen Diplomatie fand, nachdem der damalige außenpolitische Sprecher der sowjetischen Regierung Gennadi Gerassimow die von Michail Gorbatschow praktizierte Politik der Nichteinmischung in die inneren Angelegenheiten anderer Staaten des Warschauer Pakts mit Bezug auf My Way als Sinatra-Doktrin bezeichnet hatte.